# Susan Carter Holmes
Susan Carter Holmes ( n. 1933 ) es una botánica y taxónoma inglesa, del Real Jardín Botánico de Kew.
Ha descubierto y catalogado más de 250 plantas de la familia de Euphorbiaceae, particularmente de las suculentas esteafricanas, miembros del género Euphorbia y Monadenium, y cerca de 20 Aloe. Publica siempre bajo su nombre de casada Susan Carter.

## Honores
Susan Carter Holmes es actualmente presidenta de International Euphorbia Society (IES).

### Epónimos
Especies
- Euphorbia carteriana P.R.O.Bally 1964
- Euphorbia holmesiae Lavranos 1992
- Euphorbia susanholmesiae Binojk. & Gopalan 1993

## Obra
- Carter, Susan. New Succulent Spiny Euphorbias from East Africa, 1982. ISBN 1-878762-72-9
- Carter, Susan & Smith, A.L. Flora of Tropical East Africa, Euphorbiaceae 1988. ISBN 90-6191-338-1
- Carter, Susan & Eggli, Urs. The CITES Checklist of Succulent Euphorbia Taxa (Euphorbiaceae) 1997. ISBN 3-89624-609-7
- Carter, S. On being a botanist at Kew, Euphorbia Journal, Vol. 2

- La abreviatura «S.Carter» se emplea para indicar a Susan Carter Holmes como autoridad en la descripción y clasificación científica de los vegetales.[1]